# Roberto Musacchio
Roberto Musacchio (ur. 3 września 1956 w Miami) – włoski polityk, działacz komunistyczny, eurodeputowany w latach 2004–2009.

## Życiorys
Zdał egzamin maturalny, zaangażował się w działalność partyjną w ramach ugrupowań komunistycznych. Był członkiem PdUP per il Comunismo, następnie Włoskiej Partii Komunistycznej i (od 1991) Odrodzenia Komunistycznego. Odpowiadał w tych ugrupowaniach za sprawy środowiska i pracy.
W 2004 został wybrany do Parlamentu Europejskiego z listy komunistów. Zasiadał w grupie Zjednoczonej Lewicy Europejskiej i Nordyckiej Zielonej Lewicy. Brał udział w pracach Komisji Ochrony Środowiska Naturalnego, Zdrowia Publicznego i Bezpieczeństwa Żywności oraz Komisji tymczasowej do spraw zmian klimatycznych (od 2007 jako jej wiceprzewodniczący). W 2009 przeszedł do organizowanego przez Nichiego Vendolę Ruchu na rzecz Lewicy.